# 煩惱
煩惱（英語：Annoyance），一種內在情緒，會使人產生焦慮、不安、不愉悅的感受。它通常起源於對過去的後悔，對現在狀況的不滿，或與對未來的期望，是一種有意識的思考之後產生的情緒。它會造成個人產生煩躁、憂鬱、痛苦等負面情緒。